# 라이아 마룰
라이아 마룰(Laia Marull, 1973년 7월 4일 ~ )은 스페인의 배우이다.

## 작품 목록
- Mensaka (1998)
- Fugitivas (2000)
- 테이크 마이 아이스 (2003)
- 블랙 브레드 (2010)